# Xian de Cangnan
Le xian de Cangnan (苍南县 ; pinyin : Cāngnán Xiàn) est un district administratif de la province du Zhejiang en Chine. Il est placé sous la juridiction administrative de la ville-préfecture de Wenzhou.

## Démographie
La population du district était de 1 189 456 habitants en 1999.